# Lubsza (gmina)
Pour les articles homonymes, voir Lubsza.
Lubsza est une gmina rurale du powiat de Brzeg, Opole, dans le sud-ouest de la Pologne. Son siège est le village de Lubsza, qui se situe environ 7 km au nord-est de Brzeg et 41 km au nord-ouest de la capitale régionale Opole.
La gmina couvre une superficie de 212,71 km2 pour une population de 8 577 habitants.

## Géographie
La gmina inclut les villages de Błota, Borek, Borucice, Boruta, Czepielowice, Dobrzyń, Garbów, Kopalina, Kościerzyce, Książkowice, Lednica, Leśna Woda, Lubicz, Lubsza, Mąkoszyce, Michałowice, Myśliborzyce, Nowe Kolnie, Nowy Świat, Piastowice, Pisarzowice, Raciszów, Rogalice, Roszkowice, Śmiechowice, Stawy, Szydłowice, Tarnowiec, Zamcze et Złotówka.
La gmina borde la ville de Brzeg et les gminy de Jelcz-Laskowice, Namysłów, Oława, Popielów, Skarbimierz et Świerczów.